# 山东省烟台第二中学
山东省烟台第二中学，省属重点中学，创建于是1866年（清同治五年），是烟台开埠后第一所新式学校。1980年被省政府确定为首批18所重点中学之一。1993年，被省教委评为规范化学校。
烟台二中有毓璜顶校区、莱山区校区和2014年建成的高新区校区。在校生5600人，学校教职工426人，教师中研究生学历120人，特级教师3人，高级教师206人。

## 师资介绍
学校现有教职工362人，其中特级教师3人，高级教师128人，一级教师110人，45岁以下的中青年教师占90%以上，教师学历达标率99%,师资力量雄厚。
校训为“诚、勤、爱”

## 学校设施
学校有科技实验楼，教师办公楼，行政楼，逸夫楼，初中教学楼，张敏之教学楼，体育馆，劳动技术教育培训中心等建筑群落。学校拥有6000多平方米的体育馆，2400平方米的地下旱冰场，400米的塑胶跑道操场等体育场馆。校图书馆藏书10万余册，期刊杂志100多种。学校先后建成了教师音像备课中心、教学评估系统、闭路电视音像传输系统、微格教室、多媒体教室、多媒体电子网络教室、 SGI课件制作工作站、虚拟桌面演播系统、300平的演播室。2000年，学校又建成了主干千兆，百兆交换到桌面的校园网。
2400平方米的地下旱冰场已于上世纪90年代停止使用，目前堆放足球、篮球、足球场球门，单杠双杠等体育器材，以及部分老师的自行车。